# 奇想曲
奇想曲／綺想曲（きそうきょく）またはカプリッチョ（イタリア語: capriccio）、カプリース（フランス語: caprice）は音楽の一形式。狂想曲（きょうそうきょく）とも訳されるが、近年では音楽形式の意味で用いられることは少ない。
カプリッチョはイタリア語で「気まぐれ」を意味する。カプリッチョと呼ばれる音楽に特定の音楽技法や形式があるわけではなく、むしろ形式に縛られない例外的で気まぐれな性格を表している。

## 奇想曲の例
- パガニーニ - 24の奇想曲（ヴァイオリン独奏（無伴奏）作品）
- チャイコフスキー - イタリア奇想曲（管弦楽作品）
- リムスキー＝コルサコフ - スペイン奇想曲（管弦楽作品）
- クライスラー - ウィーン奇想曲（管弦楽作品）
- メンデルスゾーン - 華麗な綺想曲（ピアノ協奏曲）、3つの綺想曲 op.33、綺想曲 Op.5、Op.118など（ピアノ独奏作品）
- ブラームス - 8つの小品 op.76中の4曲、幻想曲集 op.116中の3曲など（ピアノ独奏作品）
- ロカテッリ - ヴァイオリンの技法(L'arte del violino)中の収録曲（しかし演奏やCDの録音ではカットされることが多い）
- サン＝サーンス - デンマークとロシアの歌による奇想曲（ピアノ、フルート、オーボエ、クラリネット）
- タンスマン - 6つの奇想曲 (タンスマンのピアノ作品一覧参照)
- ポンキエッリ - オーボエと管弦楽のためのカプリッチオ